# توماس ويب (ساحر استعراضي)
توماس ويب (بالإنجليزية: Tom London)‏ هو ساحر استعراضي بريطاني، ولد في 11 ديسمبر 1991 في أشفورد في المملكة المتحدة.